# Newport
Koordinati:   51°35′0″N, 02°59′0″W
Newport (valižansko Casnewydd) je mesto v južnem Walesu, ki leži ob izlivu reke Usk, približno 19 km vzhodno od Cardiffa. Razprostira se na 190 km², v širšem mestnem območju pa živi okrog 140.000 prebivalcev.
Mesto je znano predvsem po Univerzi Walesa v Newportu. 